# 866

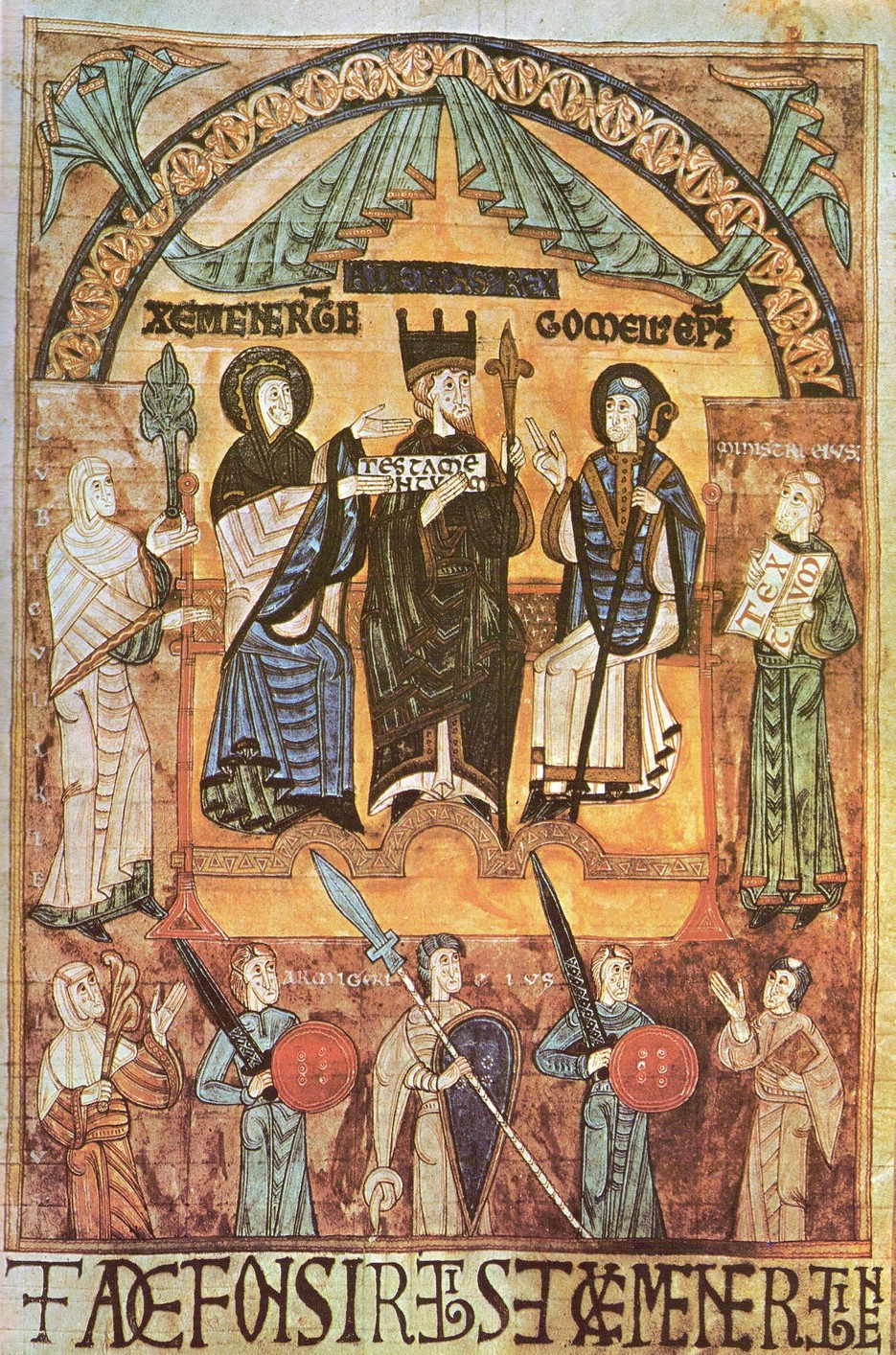
Koning Alfons III (midden) (ca. 848 - 910)

Het jaar 866 is het 66e jaar in de 9e eeuw volgens de christelijke jaartelling.

## Gebeurtenissen

### Brittannië
- Het Grote Deense leger onder aanvoering van Ivar Ragnarsson en Halfdan Ragnarsson (zonen van Ragnar Lodbrok) rukt op naar Northumbria en verovert de stad York.
- Koning Ethelred I van Wessex maakt plannen om vanuit Londen het Engelse grondgebied te heroveren, die door de Deense Vikingen wordt gekoloniseerd en beheerd.
- Zomer - Noorse Vikingen vertrekken vanuit hun uitvalsbasis in Dublin en steken de Ierse Zee over om een plundertocht te beginnen in Schotland. (waarschijnlijke datum)

### Europa
- 27 mei - Koning Ordoño I overlijdt na een regeerperiode van 16 jaar. Hij wordt opgevolgd door zijn zoon Alfons III ("de Grote") als heerser van Asturië (Noord-Spanje).
- Harald Schoonhaar wint een belangrijke veldslag bij Dovre en voert een campagne tegen andere zelfstandige rijkjes (voornamelijk in het zuidoosten van Noorwegen).
- Keizer Lodewijk II voert een campagne tegen het Emiraat Bari en verslaat de Saracenen die een plunderveldtocht houden in het zuiden van Italië.
- Giselbert I, Frankische edelman en stamvader van het Huis van de Reiniers, wordt benoemd tot graaf van de Lommegouw (huidige België).

### Japan
- De Fujiwara-clan die aan het hoofd staat van de regering speelt een steeds meer dominante rol op Honshu en de kleinere Japanse eilanden.

## Religie
- Boris I, heerser (knjaz) van het Bulgaarse Rijk, stuurt een delegatie naar Rome om de religieuze betrekkingen te versterken met het Westen.

## Geboren
- 15 augustus - Robert I, koning van het West-Frankische Rijk (overleden 923)
- 19 september - Leo VI, keizer van het Byzantijnse Rijk (overleden 912)
- Karloman II, koning van het West-Frankische Rijk (waarschijnlijke datum)
- Simeon I, heerser (knjaz) van het Bulgaarse Rijk (waarschijnlijke datum)

## Overleden
- 27 mei - Ordoño I (36), koning van Asturië
- 2 juli - Robert de Sterke, Frankisch graaf
- 16 juli - Irmengard, Frankisch abdis
- 19 oktober - Ranulf I, hertog van Aquitanië
- 16 december - Eberhard van Friuli, Frankisch edelman
- Hunger, bisschop van Utrecht (waarschijnlijke datum)